# Öst och Väst
Öst och Väst är ett musikalbum av Kalle Almlöf och Jonny Soling, utgivet 2005 av Giga Folkmusik. Titellåten komponerade Kalle Almlöf och Jonny Soling till Kalles brorson Anders Almlöfs och Täpp Idas' bröllop. De komponerade en repris var.

## Låtlista
Alla låtar är traditionella om inget annat anges.
1. "Polska efter Anders Frisell" – 1:47
2. "Västerdalsgånglåt" – 2:33
3. "Idioten" – 1:58
4. "Tordyveln" – 3:09
5. "Sussilull" (Jonny Soling) – 2:49
6. "Rappalrönningen" (Pål Olle) – 3:05
7. "Frisells storpolska" – 3:03
8. "Djur Fars polska" – 1:39
9. "Pros Olles polska" – 2:19
10. "Brudmarsch efter Pers Hans Olsson" – 2:09
11. "Polska efter Gössa Anders Andersson" – 2:51
12. "Polska efter Griv Juga" – 1:53
13. "Kringellek efter Anders Frisell" – 2:13
14. "Mellandagarna" (Pål Olle) – 2:38
15. "Danspolska efter Blank Anders" – 2:38
16. "Kåtlåten" – 2:13
17. "Sjungarlåten" – 1:37
18. "Leksandslåt efter Kungs Levi Nilsson" – 1:14
19. "Polska efter Anders Frisell" – 1:57
20. "Två polskor efter Anders Frisell" – 3:09
21. "Lappleken" – 1:31
22. "Pellikvalsen" – 2:02
23. "Pekkos Pers storpolska" – 3:08
24. "Öst och Väst" (Kalle Almlöf, Jonny Soling) – 2:42

Total tid: 57:15

## Medverkande
- Kalle Almlöf — fiol (melodi: 1-4, 7-10, 14-18, 21, 22, 24)
- Jonny Soling — fiol (melodi: 5, 6, 11-13, 19, 20, 23, 24)